# ПираМММида (филм)
ПираМММида (на руски: ПираМММида) е руски драматичен филм на режисьора Елдар Салаватов, базиран на повестта Пирамида от Сергей Мавроди, основаващ се на реални събития. Снимките са проведени предимно в Минск заради по-автентичната атмосфера от 90-те години.

## Сюжет
В първата половина на 90-те години на XX век, в процеса на трансформиране на руската икономика от планова към капиталистическа се появява компания, която започва да пласира ценни книжа („мамонтовки“) с обещанието за големи печалби. Собственикът ѝ разчита на алчността заложена във всеки човек и чрез масирана рекламна кампания събира повече от 20 милиона вложители.

## Актьорски състав
- – Алексей Серебряков
- – Пьотър Фьодоров
- – Фьодор Бондарчук
- – Юри Цурило
- – Артьом Михалков
- – Алексей Горбунов
- – Анна Михалкова
- – Екатерина Вилкова
- – Данил Спиваковски
- – Игор Яцко

1. ↑  kinometro.ru